# Chondroscaphe chestertonii
Chondroscaphe chestertonii (basioniem: Chondrorhyncha chestertonii) is een orchidee die van nature voorkomt in Colombia. 